# Clavidesmus metallicus
Clavidesmus metallicus är en skalbaggsart som först beskrevs av Thomson 1868.  Clavidesmus metallicus ingår i släktet Clavidesmus och familjen långhorningar. Inga underarter finns listade i Catalogue of Life.